# Heterophleps bicommata
Heterophleps bicommata är en fjärilsart som beskrevs av W. Warren 1893. Heterophleps bicommata ingår i släktet Heterophleps och familjen mätare. Inga underarter finns listade i Catalogue of Life.